# Carrière de Vassens
Les Carrières de Vassens se situent à la charnière entre l'Aisne et l'Oise en Picardie. D'une superficie d'une centaine d'hectares, elles s'étendent sur les communes de Vassens, Autrêches et Audignicourt.
Deux bancs de pierre calcaire sont exploités, à savoir le banc royal, au grain fin légèrement rubané, et le banc franc (Vergelet), plus éveillé. Déjà présent au répertoire des carrières exploitées en 1889, le site montre une intense activité dans les années 1960-1970, où l'on ne compte pas moins de 250 employés. Depuis cette période les carrières de Vassens n'ont cessé de fonctionner et d'évoluer avec dorénavant un nombre nettement moins élevé de personnel.